# Безьдзедза
Безьдзедза (пол. Bieździedza) — село в Польщі, у гміні Колачиці Ясельського повіту Підкарпатського воєводства.
Населення — 1455 осіб (2011).
У 1975-1998 роках село належало до Кросненського воєводства.

## Демографія
Демографічна структура станом на 31 березня 2011 року:
|          | Загалом | Допрацездатний вік | Працездатний вік | Постпрацездатний вік |
| -------- | ------- | ------------------ | ---------------- | -------------------- |
| Чоловіки | 736     | 178                | 488              | 70                   |
| Жінки    | 719     | 172                | 428              | 119                  |
| Разом    | 1455    | 350                | 916              | 189                  |